# Bryan Batt

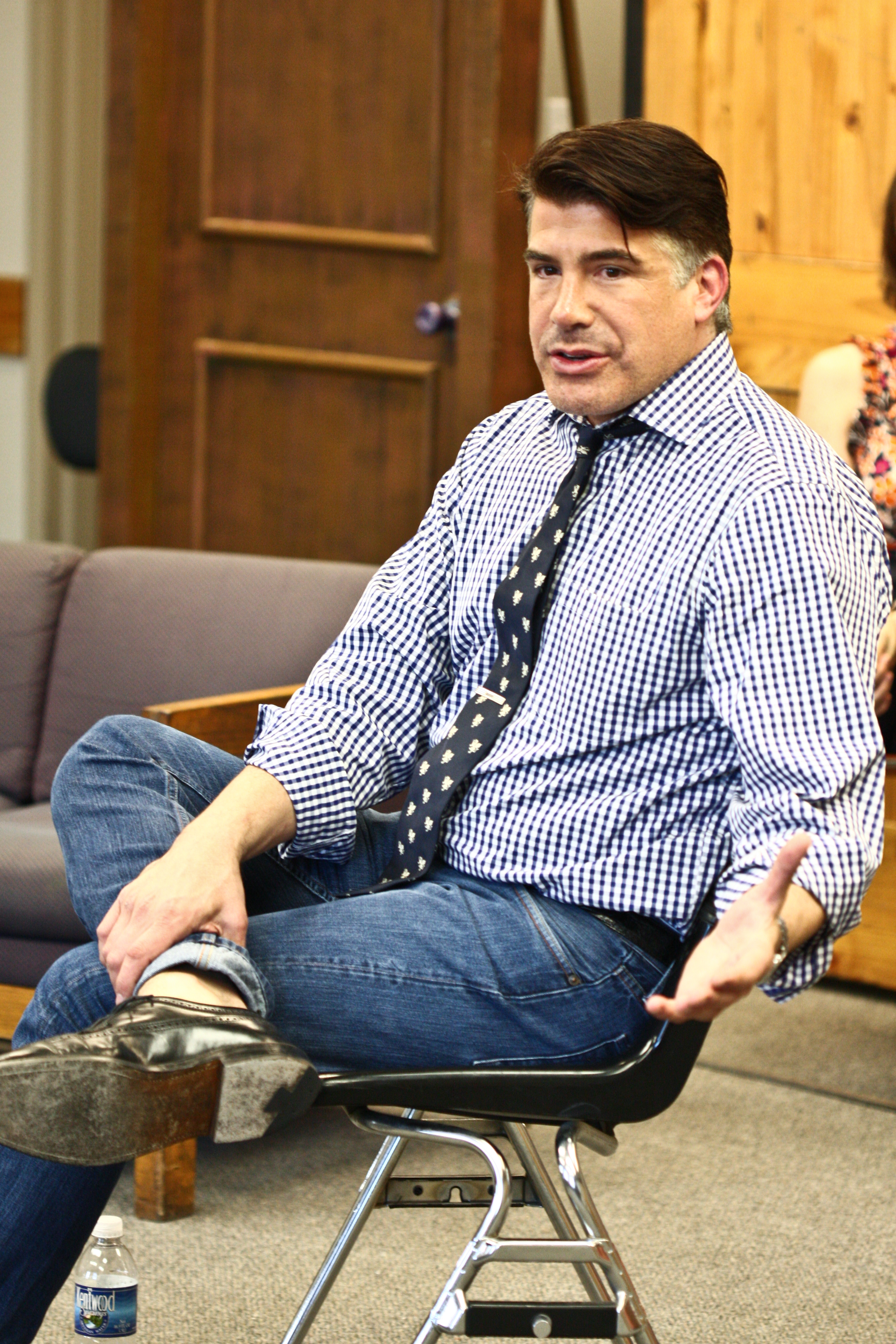
Bryan Batt (2010)

Bryan Batt (* 1. März 1963 in New Orleans, Louisiana) ist ein US-amerikanischer Schauspieler.

## Leben
Neben Auftritten in Filmen und Fernsehserien, trat Batt in diversen Bühnenstücken, wie dem Musical Saturday Night Fever, auf. Des Weiteren schrieb Batt zwei Bücher. Eines über Erinnerungen an seine Mutter Gayle (She Ain’t Heavy, She’s My Mother), ein anderes über Inneneinrichtung (Big, Easy Style: Creating Rooms You Love to Live In). Für seine wiederkehrende Rolle als Salvatore Romano in der Fernsehserie Mad Men wurde er zusammen mit der restlichen Besetzung der Serie 2009 und 2010 jeweils mit dem Screen Actors Guild Award in der Kategorie Bestes Schauspielensemble in einer Dramaserie ausgezeichnet. 2011 trat er als Fat Chucky in einer Nebenrolle im Film Brawler auf. 2013 war er in 12 Years a Slave zu sehen. 2015 spielte er im Familienfilm Wiener Dog Internationals.
Am 28. September 2014 heiratete Batt seinen langjährigen Partner Tom Cianfichi, einen Veranstaltungsplaner.

## Filmografie (Auswahl)
- 1995: Jeffrey
- 2003, 2011: Criminal Intent – Verbrechen im Visier (law & Order: Criminal Intent, Fernsehserie, 2 Episoden)
- 2007–2009: Mad Men (Fernsehserie, 32 Episoden)
- 2009: Wie das Leben so spielt (Funny People)
- 2010: Ugly Betty (Fernsehserie, 2 Episoden)
- 2011: Brawler
- 2013: 12 Years a Slave
- 2013: Parkland
- 2013: Mein Leben mit Robin Hood (The Last of Robin Hood)
- 2015: Wiener Dog Internationals
- 2015: Der Kandidat – Macht hat ihren Preis (The Runner)
- seit 2015: Scream (Fernsehserie)
- 2016: Rendezvous mit dem Leben (The Book of Love)
- 2018: Billionaire Boys Club
- 2019: Stadtgeschichten (Tales of the City, Episode 1x04)
- 2019: Darlin’
- 2021: Night Teeth
- 2024: High Tide